# リーノ・フォスキ
リーノ・フォスキ（Rino Foschi、1946年7月11日 - ）は、イタリア・チェゼーナ出身のサッカースポーツディレクター（SD）である。フィオレンティーナのSDパンタレオ・コルヴィーノとは盟友、良きライバルである。

## 来歴
エラス・ヴェローナなどでの活動を経て、2002年よりUSチッタ・ディ・パレルモのスポーツディレクター(SD)に就任。野心溢れるマウリツィオ・ザンパリーニ会長の精力的な補強策を優れた頭脳で支える。シモーネ・バローネ、アンドレア・バルツァッリ、ファビオ・グロッソ、ルカ・トーニなどを無名のうちから発掘し、彼らはイタリア代表メンバーに選ばれるほどの活躍を見せた。パレルモは2004年にセリエA昇格を果たし、UEFAカップ出場権を獲得するなど躍進したが、フォスキの貢献は計り知れない。
2008年6月にパレルモとの契約が満了すると、エンリコ・プレツィオージ会長率いるジェノアCFCと契約。2009年1月から2010年1月まで、トリノFCのSDとなった。

## 発掘した主な選手
- ルカ・トーニ
- アンドレア・バルツァッリ
- ファビオ・グロッソ
- シモーネ・バローネ
- アマウリ
- エディンソン・カバーニ
- サルヴァトーレ・シリグ

## 所属クラブ
- USチッタ・ディ・パレルモ 2002-2008
- ジェノアCFC 2008
- トリノFC 2009.1-2010.1